# Железнодорожный пограничный перевалочный переход
Железнодорожный пограничный перевалочный переход (сокр. железнодорожный погранпереход) — приграничный комплекс сети железных дорог, решающий задачи по перемещению грузов и пассажиров из одной страны в другую при разности в ширине железных дорог этих стран.
Используется несколько способов перемещения грузов и пассажиров, основные из которых:
- Перемещение из вагона одной железной дороги в вагон другой.
- Перестановка вагонов на вагонные тележки, предназначенные для движения по другой колее (перестановка колёсных пар).

Перестановка колёсных пар чаще всего используется в тех случаях, когда состав едет транзитом через страны, где отличается стандарт колеи. Например по маршруту «Китай — Россия — Украина — Венгрия». В данном случае колёсные пары с колеи 1435 мм на колею 1520 мм менялись на границе Китай — Россия, а затем менялись с колеи 1520 мм на колею 1435 мм на границе Украина — Венгрия.
Железнодорожные пограничные перевалочные переходы на границе с Российской Федерацией:
- Забайкальск — Маньчжурия (Забайкальский край — Китай)
- Гродеково — Суйфэньхэ (Приморский край — Китай)
- Мамоново — Бранево (Калининградская область — Польша)
- Железнодорожный — Скандава (Калининградская область — Польша)
- Багратионовск — Бартошице (Калининградская область — Польша)